# Xynobius severini
Xynobius severini är en stekelart som först beskrevs av Fischer 1964.  Xynobius severini ingår i släktet Xynobius och familjen bracksteklar. Inga underarter finns listade i Catalogue of Life.